# Giovanni Vincenzo Acquaviva d'Aragona
Giovanni Vincenzo Acquaviva d'Aragona, italijanski rimskokatoliški duhovnik, škof in kardinal, * ?, † 16. avgust 1546.

## Življenjepis
Leta 1537 je bil imenovan za škofa Melfi-Rapolle.
2. junija 1542 je bil povzdignjen v kardinala.